# 直江利克
直江 利克（なおえ としかつ、1965年10月6日-  ）は、日本の警察官僚。皇宮警察本部長。

## 来歴
大阪府出身。大阪府立大手前高等学校、東京大学経済学部を卒業後、1990年 (平成2年)、警察庁に入庁。
交通畑が長く、入庁後、静岡県警察本部交通部交通規制課長、警視庁目黒警察署長、警視庁交通部交通総務課長、警察庁長官官房企画官兼情報通信局情報通信企画課理事官、茨城県警察本部警務部長、警察庁長官官房総務課広報室長、警察庁交通局運転免許課長などを歴任。
2015年8月7日、和歌山県警察本部長に就任。約1年6か月の在任中、各部門横断のサイバーセキュリティ (CS) センターの新設などに取り組んだ。
その後、警察庁長官官房総務課長、宮内庁長官官房総務課長、警視庁警務部長などを歴任し、2023年3月23日、神奈川県警察本部長に就任。
約1年3か月の在任中、公安第2課に警衛警護室、サイバー捜査課に高度サイバー係、サイバーセキュリティ対策本部にサイバー捜査支援隊、組織犯罪対策本部に犯罪収益対策室・連合捜査隊を新設することなどに取り組んだ。
2024年8月8日、皇宮警察本部長に就任。

## 略歴
- 1990年4月-  警察庁入庁[1][2][11]
- 1993年8月-  静岡県警察本部交通部交通規制課長[11]
- 1995年8月-  千葉県警察本部警備部公安第三課長[20]
- 1996年7月-  警察庁警備局警備企画課付(アメリカ合衆国：警察庁海外調査研究員)[11]
- 1997年8月-  警視庁目黒警察署長[21]
- 1999年1月-  警察庁長官官房総務課課長補佐[22]
- 2001年8月-  警察庁交通局交通企画課課長補佐兼交通規制課付[11]
- 2004年
  - 6月-  警察庁交通局交通企画課課長補佐・理事官兼交通規制課付兼交通指導課付[11]
  - 8月-  警察庁交通局交通指導課理事官[11]
- 2006年3月-  内閣官房内閣情報調査室調査官[23][24]
- 2008年2月-  警視庁交通部交通総務課長[25]
- 2009年3月-  警察庁長官官房企画官兼情報通信局情報通信企画課理事官[26]
- 2010年2月-  警察庁警備局警備課警護室長[11]
- 2012年2月-  茨城県警察本部警務部長[27]
- 2013年7月-  警察庁長官官房総務課広報室長 (任警視長)[28]
- 2014年7月-  警察庁交通局運転免許課長[29][30]
- 2015年8月-  和歌山県警察本部長[13][31]
- 2017年
  - 1月-  警察庁長官官房総務課長[32][33]
  - 7月-  宮内庁長官官房総務課長[34][35]
- 2020年
  - 1月-  警察庁長官官房審議官(警備局担当) (任警視監) [36] [37]
  - 8月-  警視庁交通部長[38][39]
- 2021年9月-  警察庁長官官房首席監察官[40][41]
- 2022年
  - 5月-  警察庁長官官房付[42]
  - 8月-  警視庁警務部長[43][44]
- 2023年3月-  神奈川県警察本部長[15][16]
- 2024年8月-  皇宮警察本部長[3][4]